# Кикути Дайроку
Дансяку Кикути Дайроку (яп. 菊池 大麓, 17 марта 1855 года — 19 августа 1917 года) — математик и педагог во время периода Мэйдзи в Японии.

## Биография
Кикути родился в Эдо (ныне Токио). Он был вторым сыном Мицукури Сухэя. После учёбы в Бансё Сирабэсё, сёгунского института западных наук, он был отправлен в Великобританию в 1866 году в возрасте 11 лет. Кикути являлся самым младшим в группе японцев, отосланных сёгунатом Токугава в University College School по совету тогдашнего английского министра иностранных дел Эдварда Стенли.
В 1870 году Кикути вернулся в Англию и стал первым японцем, окончившим Кэмбриджский университет (St. John’s College), и единственным, кто окончил Лондонский университет в XIX веке. Направлением его учёбы были физика и математика.
По возвращении в Японию Кикути занимал посты ректора Токийского императорского университета (1898—1901), министра образования (1901—1903) и ректора Киотского имперского университета. Его учебник по элементарной геометрии был самым популярным учебником в Японии до конца второй мировой войны.
В 1902 году Кикути был пожалован титул дансяку (баронское достоинство в системе аристократических титулов кадзоку), и он стал восьмым директором аристократической школы Гакусюин. Также он какое-то время являлся первым главой института физико-химических исследований Японии (Рикагакукэнкюсё или RIKEN), а с 1909 года и до своей смерти возглавлял Императорскую академию (ныне Японская академия наук).
Кикути умер в 1917 году. Его дети стали известными учёными, а внук Рёкити Минобэ — губернатором Токио.